# Михайлов-Стоян Костянтин Іванович
Костянти́н Іва́нович Михайлов-Стоян (* 25 березня 1850 Великий Буялик — † 25 квітня 1914, Софія), український і болгарський співак (тенор), музичний діяч, сценічне ім'я Стоян.

## Життєпис
Походить з багатодітної родини вихідців із Болгарії. Виховувався в Південнослов'янському (болгарському) пансіоні (Миколаїв).
Закінчив Петербурзьку консерваторію 1882 року (клас Василя Самуся).
У 1882—1884 роках працював у трупі Марка Кропивницького, Михайло Старицького зокрема, в Ростові-на-Дону, Київському — 1891—1892, та Одеському оперних театрах.
В 1888—1890 та 1897—1898 — соліст Большого театру, виступав в Саратові — у опереті, Казані.
Протягом 1890—1893 років виступав в «Товаристві оперних артистів» Іларіона Прянишникова в Москві та Києві.
На початку 1890-х вдосконалював свою майстерність в Мілані — у Мартіна Петца та Гваданіні.
1897 року заснував оперне товариство, з котрим виступав у Вітебську, Керчі, Смоленську.
Виступав з гастролями — 1899 в Болгарії, 1900 — Саратові й Казані, 1903 — Ризі.
З 1907 року жив у Болгарському князівстві. 1908 — один із засновників Болгарського оперного товариства в Софії.
Здійснював педагогічну роботу у Вільні, в Ростові-на-Дону був директором музичного училища.
Писав музикознавчі роботи, серед них:
- «По въпроса за основаването на българска народна опера», Софія, 1907;
- «Сповідь тенора», 2 томи, Москва, 1895—1896,
- «Глінка і Пушкін в „Руслані й Людмилі“», Санкт-Петербург, 1905,
- «Закони вокальності», Москва, 1912.

В характерних партіях виступав у комічному амплуа.
Між його партнерів по виступах — Єлизвета Азерська, Олександр Антоновський, Степан Власов, Василь Грицай, Марія Дейша-Сіоницька, Маргарита Ейхенвальд, Алевтина Пасхалова, Леонід Собінов, Йоаким Тартаков, Степан Трезвинський, Василь Тютюнник, Павло Хохлов.
Виступав під керівництвом, зокрема, Ульріха Авранека, Йосипа Прибіка.
Серед виконаних партій —
- Андрій, «Запорожець за Дунаєм» Гулака-Артемовського, перший виконавець на українській сцені, 1884;
- Володимир Ігоревич, «Князь Ігор» Бородіна, 1891, Київ,
- Левко, «Травнева ніч» Римського-Корсакова, 1892,
- Єрошка, «Князь Ігор» Бородіна, Москва, 1898,
- Ражамес, «Аїда» Верді,
- Герцог, «Ріголетто» Верді,
- Манріко, «Трубадур» Верді,
- Тангейзер, «Тангейзер» Вагнера,
- Альфред, «Травіата» Верді,
- Манріко — «Трубадур», Джузеппе Верді,
- Баян, «Руслан і Людмила» Глинки,
- Фауст, «Фауст» Гуно,
- Князь — «Русалка» Даргомижського,
- Беппо, Каніо, «Паяци» Леонкавалло,
- Петро — «Наталка Полтавка» Лисенка,
- Турідду, «Сільська честь» Масканьї,
- Рембо, «Роберт-диявол» Мейєрбера,
- Йонтек, «Галька» Монюшка,
- Таміно, «Чарівна флейта» Моцарта,
- Мисаїл, «Борис Годунов» Мусоргського,
- Дефорж, «Дубровський» Едуарда Направника,
- граф Альмавіва, «Севільський цирульник», Россіні,
- Синодал, «Демон» Рубінштейна,
- Вася, «Вража сила» Сєрова,
- Княжой дурак, «Рогнеда» Сєрова,
- Вагоа, «Юдита» Сєрова,
- Герман — Винова краля Чайковського,
- Ленський, Тріке, «Євгеній Онєгін» Чайковського,
- Паїсій, «Чародійка» Чайковського,
- шкільний вчитель, «Черевички» Чайковського.